# Zoltán Beke
Zoltán Beke (ur. 30 lipca 1911 w Fehértemplomie, zm. 9 marca 1994 w Timișoarze) – rumuński piłkarz i trener, reprezentant kraju grający na pozycji napastnika.

## Kariera klubowa
Karierę piłkarską rozpoczął w 1928 w klubie Chinezul Timișoara. W zespole tym występował do 1930. W 1930 przeszedł do lokalnego rywala Chinezulu, Ripensii. Z zespołem tym osiągnął 4 razy mistrzostwo Rumunii w sezonach 1932/1933, 1934/1935, 1935/1936, 1937/1938 oraz 2 razy Puchar Rumunii w sezonach 1933/1934 i 1935/1936. W czasie gry w Ripensii zadebiutował w reprezentacji Rumunii. W sumie wystąpił w 89 spotkaniach klubowych, strzelił 21 bramek będąc ważną postacią zespołu. 
W 1941 po 11 latach gry odszedł z Ripensii. Jego nowym pracodawcą stał się klub CFR Turnu Severin, gdzie pełnił funkcję grającego trenera. Osiągnął z tym zespołem Puchar Rumunii w sezonie 1942/1943. W sumie w zespole zagrał w 7 spotkaniach strzelając tylko jedną bramkę. W 1943 roku odszedł do zespołu Kolozsvári VSC. Osiągnął z tym zespołem finał Pucharu Węgier w sezonie 1943/1944. W 1944 zakończył karierę piłkarską.
| Sezon   | Klub               | Kraj    | Rozgrywki | Mecze | Bramki |
| ------- | ------------------ | ------- | --------- | ----- | ------ |
| 1928/29 | Chinezul Timișoara | Rumunia |           |       |        |
| 1929/30 | Chinezul Timișoara | Rumunia |           |       |        |
| 1930/31 | Ripensia Timișoara | Rumunia |           |       |        |
| 1931/32 | Ripensia Timișoara | Rumunia |           |       |        |
| 1932/33 | Ripensia Timișoara | Rumunia | Liga I    | 4     | 1      |
| 1933/34 | Ripensia Timișoara | Rumunia | Liga I    | 9     | 3      |
| 1934/35 | Ripensia Timișoara | Rumunia | Liga I    | 14    | 3      |
| 1935/36 | Ripensia Timișoara | Rumunia | Liga I    | 12    | 5      |
| 1936/37 | Ripensia Timișoara | Rumunia | Liga I    | 21    | 4      |
| 1937/38 | Ripensia Timișoara | Rumunia | Liga I    | 7     | 1      |
| 1938/39 | Ripensia Timișoara | Rumunia | Liga I    | 6     | 1      |
| 1939/40 | Ripensia Timișoara | Rumunia | Liga I    | 11    | 1      |
| 1940/41 | Ripensia Timișoara | Rumunia | Liga I    | 5     | 2      |
| 1941/42 | CFR Turnu Severin  | Rumunia |           |       |        |
| 1942/43 | CFR Turnu Severin  | Rumunia |           | 7     | 1      |
| 1943/44 | Kolozsvári VSC     | Węgry   |           |       |        |

## Kariera reprezentacyjna
Karierę reprezentacyjną rozpoczął 25 sierpnia 1935 meczem przeciwko reprezentacji Niemiec, który Rumunia przegrała 2:4. Wcześniej w 1934 został powołany na MŚ 1934. Nie wystąpił w żadnym spotkaniu. 
Po raz ostatni w reprezentacji wystąpił 10 czerwca 1937 w meczu przeciwko Belgii, który Rumunia wygrała 2:1. W sumie w reprezentacji zagrał w 6 spotkaniach.
| Mecze i gole w reprezentacji | Mecze i gole w reprezentacji | Mecze i gole w reprezentacji | Mecze i gole w reprezentacji | Mecze i gole w reprezentacji | Mecze i gole w reprezentacji | Mecze i gole w reprezentacji |
| #                            | Data                         | Miasto                       | Przeciwnik                   | Gol                          | Wynik                        | Rozgrywki                    |
| ---------------------------- | ---------------------------- | ---------------------------- | ---------------------------- | ---------------------------- | ---------------------------- | ---------------------------- |
| 1.                           | 25.08.1935                   | Erfurt                       | III Rzesza                   |                              | 2:4                          | towarzyski                   |
| 2.                           | 10.05.1936                   | Bukareszt                    | Jugosławia                   |                              | 3:2                          | towarzyski                   |
| 3.                           | 17.05.1936                   | Bukareszt                    | Grecja                       |                              | 5:2                          | Puchar Bałkanów              |
| 4.                           | 24.05.1936                   | Bukareszt                    | Bułgaria                     |                              | 4:1                          | Puchar Bałkanów              |
| 5.                           | 18.04.1937                   | Bukareszt                    | Czechosłowacja               |                              | 1:1                          | towarzyski                   |
| 6.                           | 10.06.1937                   | Bukareszt                    | Belgia                       |                              | 2:1                          | towarzyski                   |

## Kariera trenerska
Karierę trenerką rozpoczął w 1942 jako grający trener w zespole CFR Turnu Severin. Osiągnął z tym zespołem Puchar Rumunii w sezonie 1942/1943. Po roku pracy przestał być trenerem. W 1946 został ponownie trenerem zespołu CFR Turnu Severin. Ponownie po roku pracy został zwolniony. 
W 1948 został trenerem młodzieży w zespole Știința Timișoara. Funkcję tę pełnił przez 17 lat do 1965. Następnie został trenerem zespołu IRA Timișoara, w którym pracował do 1970. W tym samym roku zakończył karierę trenerską.

## Sukcesy

### Zawodnik
Ripensia Timișoara
- Mistrzostwo Liga I (4) : 1932/33, 1934/35, 1935/36, 1937/38
- Puchar Rumunii (2) : 1933/34, 1935/36

CFR Turnu Severin
- Puchar Rumunii (1) : 1942/43

Kolozsvári VSC
- Finał Pucharu Węgier (1) : 1943/44